# والتر مارتينيز
والتر مارتينيز (بالإسبانية: Walter Martínez)‏ ، من مواليد 28 مارس 1982 في تيغوسيغالبا في الهندوراس ، لاعب كرة قدم هندوراسي.
لعب مع نادي بكين غوان ومع منتخب هندوراس لكرة القدم بدايةً من عام 2002.
توفي يوم 11 أغسطس 2019 بمدينة نيويورك بعد تعرضه لأزمة قلبية عن عمر يناهز 37 عاما.

## روابط خارجية
- والتر مارتينيز على موقع الاتحاد الدولي (مؤرشف)  (الإنجليزية)
- والتر مارتينيز على موقع الدوري الأمريكي (الإنجليزية)
- والتر مارتينيز على موقع قاعدة بيانات كرة القدم.إي يو (الإنجليزية)
- والتر مارتينيز على موقع ناشيونال فوتبول تيمز (الإنجليزية)
- والتر مارتينيز على موقع Soccerway.com (الإنجليزية)
- والتر مارتينيز على موقع عالم كرة القدم.نت (الإنجليزية)